# 威爾金遜峰
威爾金遜峰是南極洲的山峰，位於恩德比地，屬於內皮爾山脈的一部分，處於格里菲斯山東南面8公里和埃爾金斯山東北面8公里，該山峰由挪威製圖師根據該國探險隊的空中照片被繪入地圖。

## 外部連結
- United States Geological Survey, Geographic Names Information System (GNIS)（页面存档备份，存于）

66°37′S 54°15′E / 66.617°S 54.250°E